# Gorbachikella
Gorbachikella es un género de foraminífero planctónico de la subfamilia Praehedbergellinae, de la familia Praehedbergellidae, de la superfamilia Rotaliporoidea, del suborden Globigerinina y del orden Globigerinida. Su especie tipo es Globigerina kugleri. Su rango cronoestratigráfico abarca desde el Hauteriviense superior hasta el Aptiense inferior (Cretácico inferior).

## Descripción
Gorbachikella incluía especies con conchas trocoespiraladas, inicialmente de forma discoidal-globular y finalmente globigeriforme; sus cámaras eran subglobulares a reniformes, creciendo en tamaño de manera rápida; sus suturas intercamerales eran rectas e incididas; su contorno era subrómbico a subtriangular, y lobulado; su periferia era redondeada; su ombligo era estrecho; su abertura era interiomarginal, umbilical, en forma de arco alto y amplio, y protegida por un labio grueso; presentaba pared calcítica hialina, microperforada, con la superficie lisa.

## Discusión
El género Gorbachikella no ha tenido mucha difusión entre los especialistas. Clasificaciones posteriores han incluido Gorbachikella en la superfamilia Globigerinoidea.

## Paleoecología
Gorbachikella incluía especies con un modo de vida planctónico, de distribución latitudinal tropical-subtropical, y habitantes pelágicos de aguas superficiales (medio epipelágico).

## Clasificación
Gorbachikella incluye a las siguientes especies:
- Gorbachikella kugleri †

Otras especies consideradas en Gorbachikella son:
- Gorbachikella anteroapertura †
- Gorbachikella depressa †
- Gorbachikella grandiapertura †
- Gorbachikella neili †
- Gorbachikella parva †